# Adelphi University
La Adelphi University è un'università privata degli Stati Uniti situata a Garden City, nella Contea di Nassau dello Stato di New York. Si trova sull'isola di Long Island, circa 40 km a est di Manhattan.
Fondata nel 1896, è il più antico istituto di istruzione superiore dell'isola di Long Island. Nel 2010
la Princeton Review la ha nominata "Best College" nel nord est degli Stati Uniti. Nel 2014 la rivista U.S. News & World Report la pone al 149º posto per qualità tra le università americane.

## Storia
Gli inizi dell'istituto risalgono al 1863, quando fu fondata a Brooklyn, al n. 412 di Adelphi Street, la Adelphi Academy. Nel 1896 cambiò nome in Adelphi College. Nel 1912 il college fu convertito in un istituto esclusivamente femminile. Nel 1929 il college fu trasferito da Brooklyn alla sede attuale di Garden City.
Nel 1943 vi fu istituita la "Adelphi School of Nursing", una scuola per infermiere che si rese necessaria per l'impegno bellico statunitense nella seconda guerra mondiale. All'inaugurazione pronunciò un discorso la First Lady Eleanor Roosevelt. Nel 1946, dopo la fine della guerra, l'istituto fu riconvertito in coeducational, cioè per studenti di entrambi i sessi.
Nel 1963 lo Stato di New York concesse al college lo status di università, e il nome cambiò in quello attuale di "Adelphy University". Nel 1964 fu fondata la School of Business e nel 1996 l'Institute for Advanced Psychological Studies. Nel 1984 fu creato l'Institute for Teaching and Educational Studies, destinato all'istruzione di adulti.